# Thiên hạ đệ nhất giao hàng
Thiên hạ đệ nhất giao hàng (tiếng Hàn: 최강 배달꾼; Romaja: Choegang Baedalkkun) là một bộ phim truyền hình Hàn Quốc với dàn diễn viên chính: Go Kyung-pyo, Chae Soo-bin, Kim Seon-ho và Ko Won-hee. Phim được phát sóng vào thứ sáu thứ bảy lúc 23:00 (KST) trên kênh KBS2.

## Nội dung
Bộ phim kể về Choi Kang-soo, một người giao hàng sau này trở thành giám đốc điều hành của một công ty chuyên về ứng dụng giao hàng, và con đường dẫn tới tình yêu của anh.

## Dàn diễn viên

### Vai chính
- Go Kyung-pyo vai Choi Kang-soo[2]

Một người giao hàng lão luyện, luôn đặt cuộc sống của mình vào công việc.
- Chae Soo-bin vai Lee Dan-ah[2][4]

Một nữ giao hàng luôn cố gắng làm ra nhiều tiền nhất để có thể thoát khoải  "Hell Joseon".
- Kim Seon-ho [ko] vai Oh Jin-gyu[2]
- Ko Won-hee vai Lee Ji-yoon[2]

### Vai phụ

#### Những người xung quanh Kang-soo
- Jo Hee-bong vai Jang Dong-soo[2]
- Ye Soo-jeong [ko] vai Jeong-im[2]
- Lee Min-young vai Soon-ae[2]
- Kim Ki-doo [ko] vai Baek Gong-gi[2]
- Heo Ji-won [ko] vai Min-chan[2]
- Kang Bong-sung [ko] vai Byung-soo[2]
- Jung Ik-han vai Young-taek[2]
- Kim Min-seok vai Ho-young[2]
- Kim Kyung-nam vai Sung-jae[2]
- Yoon Jeong-il [ko] vai Hyun-soo[2]

#### Những người xung quanh Dan-ah
- Nam Ji-hyun vai Choi Yeon-ji[2]

#### Những người xung quanh Jin-gyu
- Lee Won-jong vai Oh Sung-hwan[2]
- Lee Kan-hee vai Jung Sook[2]
- Park Joo-hyung [ko] vai Oh Sung-gyu[2]

#### Những người xung quanh Ji-yoon
- Kim Hye-ri vai Jung Hye-rin[2]
- Sunwoo Jae-duk vai Lee Jang-jin[2]
- Yoo Ji-hyun vai quản lý của Coffee World[2]

#### Vai trò khác
- Park Sung-joon vai Yoon-cheol[2]
- Han Seung-hyun [ko] vai đội trưởng[2]
- Lee Myung-hoon vai trưởng trung tâm mua sắm[2]

### Khách mời
- Jo Hyun-sik
- Kim Won-hyo [ko]
- Choi Hong-il [ko]

## Sản xuất
Thiên hạ đệ nhất giao hàng được sản xuất bởi Jidam Inc.. Đây là công ty đã từng sản xuất các bộ phim như: Jang Bo-ri is Here!, My Daughter, Geum Sa-wol, Mrs. Cop 2, Ruby Ring và Two Mothers.
Yoon Shi-yoon được mời để nhận vai nam chính nhưng anh đã từ chối vì đã được bộ phim Hit the Top mời trước.
Ban đầu Jang Mi-kwan và Lee Yeol-eum được chọn để đóng các vai: Oh Jin-gyu và and Lee Ji-yoon, tuy nhiên sau này vai diễn đó đã thuộc về Kim Sun-ho and Go Won-Hee.

## Nhạc phim

### Phần 1
| STT              | Nhan đề             | Nghệ sĩ          | Thời lượng |
| ---------------- | ------------------- | ---------------- | ---------- |
| 1.               | "Must Have"         | Jang Jae-in      | 04:01      |
| 2.               | "Must Have" (Inst.) |                  | 04:01      |
| Tổng thời lượng: | Tổng thời lượng:    | Tổng thời lượng: | 08:02      |

### Phần 2
| STT              | Nhan đề                   | Nghệ sĩ          | Thời lượng |
| ---------------- | ------------------------- | ---------------- | ---------- |
| 1.               | "LaLaLa" (랄랄라)         | Go Kyung-pyo     | 03:05      |
| 2.               | "LaLaLa" (랄랄라) (Inst.) |                  | 03:05      |
| Tổng thời lượng: | Tổng thời lượng:          | Tổng thời lượng: | 06:10      |

### Phần 3
| STT              | Nhan đề                          | Nghệ sĩ          | Thời lượng |
| ---------------- | -------------------------------- | ---------------- | ---------- |
| 1.               | "Almost Love" (청춘만화)         | VANTA            | 03:32      |
| 2.               | "Almost Love" (청춘만화) (Inst.) |                  | 03:32      |
| Tổng thời lượng: | Tổng thời lượng:                 | Tổng thời lượng: | 07:04      |

### Phần 4
| STT              | Nhan đề                | Nghệ sĩ               | Thời lượng |
| ---------------- | ---------------------- | --------------------- | ---------- |
| 1.               | "It's Magical"         | The Barberettes Harim | 03:23      |
| 2.               | "It's Magical" (Inst.) |                       | 03:23      |
| Tổng thời lượng: | Tổng thời lượng:       | Tổng thời lượng:      | 06:46      |

### Phần 5
| STT              | Nhan đề                            | Nghệ sĩ          | Thời lượng |
| ---------------- | ---------------------------------- | ---------------- | ---------- |
| 1.               | "End Of A Day" (하루의 끝)         | Na Yoon-kwon     | 03:55      |
| 2.               | "End Of A Day" (하루의 끝) (Inst.) |                  | 03:55      |
| Tổng thời lượng: | Tổng thời lượng:                   | Tổng thời lượng: | 07:50      |

### Phần 6
| STT              | Nhan đề                            | Nghệ sĩ                      | Thời lượng |
| ---------------- | ---------------------------------- | ---------------------------- | ---------- |
| 1.               | "I Need You" (니가 필요해)         | Kisum Kim Chae-won ( April ) | 03:10      |
| 2.               | "I Need You" (니가 필요해) (Inst.) |                              | 03:10      |
| Tổng thời lượng: | Tổng thời lượng:                   | Tổng thời lượng:             | 06:20      |

### Phần 7
| STT              | Nhan đề                               | Nghệ sĩ          | Thời lượng |
| ---------------- | ------------------------------------- | ---------------- | ---------- |
| 1.               | "Way To You" (너에게 가는 길)         | Chae Soo-bin     | 03:24      |
| 2.               | "Way To You" (너에게 가는 길) (Inst.) |                  | 03:24      |
| Tổng thời lượng: | Tổng thời lượng:                      | Tổng thời lượng: | 06:48      |

### Phần 8
| STT              | Nhan đề          | Nghệ sĩ          | Thời lượng |
| ---------------- | ---------------- | ---------------- | ---------- |
| 1.               | "Home"           | Sohyang          | 04:12      |
| 2.               | "Home" (Inst.)   |                  | 04:12      |
| Tổng thời lượng: | Tổng thời lượng: | Tổng thời lượng: | 08:24      |

### Phần 9
| STT              | Nhan đề                              | Nghệ sĩ          | Thời lượng |
| ---------------- | ------------------------------------ | ---------------- | ---------- |
| 1.               | "Look At Me Now" (나를 봐요)         | Merry Round      | 03:57      |
| 2.               | "Look At Me Now" (나를 봐요) (Inst.) |                  | 03:57      |
| Tổng thời lượng: | Tổng thời lượng:                     | Tổng thời lượng: | 07:54      |

### Phần 10
| STT              | Nhan đề                                      | Nghệ sĩ          | Thời lượng |
| ---------------- | -------------------------------------------- | ---------------- | ---------- |
| 1.               | "Between You and Me" (너와나 사이로)         | Oksu Sajinkwan   | 04:16      |
| 2.               | "Between You and Me" (너와나 사이로) (Inst.) |                  | 04:16      |
| Tổng thời lượng: | Tổng thời lượng:                             | Tổng thời lượng: | 08:32      |

### Phần 11
| STT              | Nhan đề                       | Nghệ sĩ          | Thời lượng |
| ---------------- | ----------------------------- | ---------------- | ---------- |
| 1.               | "Can You Hear Me Now"         | Shin Jae         | 03:50      |
| 2.               | "Can You Hear Me Now" (Inst.) |                  | 03:50      |
| Tổng thời lượng: | Tổng thời lượng:              | Tổng thời lượng: | 07:40      |

### Phần 12
| STT              | Nhan đề                   | Nghệ sĩ          | Thời lượng |
| ---------------- | ------------------------- | ---------------- | ---------- |
| 1.               | "New Born" (새별)         | Giryeon          | 03:34      |
| 2.               | "New Born" (새별) (Inst.) |                  | 03:34      |
| Tổng thời lượng: | Tổng thời lượng:          | Tổng thời lượng: | 07:08      |

## Tỷ suất người xem
Trong bảng dưới, số màu xanh chỉ tỷ suất người xem thấp nhất, số màu đỏ chỉ tỷ suất người xem cao nhất
| Tập        | Ngày phát sóng      | Tỷ suất người xem | Tỷ suất người xem | Tỷ suất người xem        | Tỷ suất người xem        |
| Tập        | Ngày phát sóng      | Tỷ suất theo TNmS | Tỷ suất theo TNmS | Tỷ suất theo AGB Nielsen | Tỷ suất theo AGB Nielsen |
| Tập        | Ngày phát sóng      | Toàn quốc         | Vùng thủ đô Seoul | Toàn quốc                | Vùng thủ đô Seoul        |
| ---------- | ------------------- | ----------------- | ----------------- | ------------------------ | ------------------------ |
| 1          | 4 tháng 8 năm 2017  | 4,1%              | 4,9%              | 3,5%                     | 4,3%                     |
| 2          | 5 tháng 8 năm 2017  | 5,4%              | 6,0%              | 5,6%                     | 6,2%                     |
| 3          | 11 tháng 8 năm 2017 | 4,2%              | 4,4%              | 4,3%                     | 4,5%                     |
| 4          | 12 tháng 8 năm 2017 | 5,5%              | 6,2%              | 6,5%                     | 7,3%                     |
| 5          | 18 tháng 8 năm 2017 | 4,1%              | 4,5%              | 4,6%                     | 5,1%                     |
| 6          | 19 tháng 8 năm 2017 | 6,2%              | 6,5%              | 6,3%                     | 6,4%                     |
| 7          | 25 tháng 8 năm 2017 | 4,2%              | 4,4%              | 6,2%                     | 6,5%                     |
| 8          | 26 tháng 8 năm 2017 | 6,6%              | 6,2%              | 7,2%                     | 7,6%                     |
| 9          | 1 tháng 9 năm 2017  | 3,9%              | 4,0%              | 5,2%                     | 5,3%                     |
| 10         | 2 tháng 9 năm 2017  | 5,9%              | 6,2%              | 6,5%                     | 6,4%                     |
| 11         | 8 tháng 9 năm 2017  | 4,8%              | 5,0%              | 5,8%                     | 5,9%                     |
| 12         | 9 tháng 9 năm 2017  | 5,8%              | 5,7%              | 6,9%                     | 6,8%                     |
| 13         | 15 tháng 9 năm 2017 | 5,0%              | 5,3%              | 5,4%                     | 5,8%                     |
| 14         | 16 tháng 9 năm 2017 | 6,1%              | 5,7%              | 6,7%                     | 6,9%                     |
| 15         | 22 tháng 9 năm 2017 | 4,4%              | 4,6%              | 5,1%                     | 5,3%                     |
| 16         | 23 tháng 9 năm 2017 | 6,7%              | 6,4%              | 7,7%                     | 8,0%                     |
| Trung bình | Trung bình          | 5,2%              | 5,4%              | 5,8%                     | 6,2%                     |